# Húsavík (Austfirðir)
Bei der Bucht Húsavík í Víkum beginnen die Ostfjorde Islands im Norden.
Der verlassene Ort in der Bucht, der im Wesentlichen aus vier Bauernhöfen bestand, heißt ebenfalls Húsavík.
Die Küste wurde hier vom Meer so weit abgetragen, dass auch Gräber des Friedhofs ins Meer gespült wurden.
Die Bucht ist von Bakkagerði zu erreichen. Der Weg ist 20 km lang, davon sind aber nur 8 km ausgebaut.
Weiter führt dieser Loðmundarfjarðarvegur  bis in den Fjord Loðmundarfjörður.
Erhalten ist noch die kleine Holzkirche Húsavíkurkirkja, die 1937–1939 mit 25–30 Sitzplätzen erbaut und 1938 wie alle Häuser des Ortes bei einem Unwetter beschädigt wurde.
Von den Einrichtungsgegenständen befinden sich jetzt mehrere im Nationalmuseum in Reykjavík.
Der unmittelbar am Meer angelegte Friedhof von Húsavík wurde teilweise durch Brandung und raue See zerstört.